# Yo-kai Watch Busters 2: Secret of the Legendary Treasure Bambalaya
Yo-kai Watch Busters 2: Secret of the Legendary Treasure Bambalaya (妖怪ウォッチバスターズ2 秘宝伝説バンバラヤー?, Yōkai Wotchi Basutāzu 2 hihō densetsu Banbarayā) è un videogioco di ruolo del 2017 sviluppato e pubblicato da Level-5 per Nintendo 3DS, pubblicato esclusivamente in Giappone. Sequel di Yo-kai Watch Blasters del 2015 e spin-off della serie di Yo-kai Watch il gioco è stato distribuito in due versioni diverse: Sword e Magnum. Nel videogioco il giocatore deve controllare una squadra composta da un massimo di quattro Yo-kai, che esplorano la fittizia Karakuri Island alla ricerca del tesoro.

## Modalità di gioco
Nel videogioco i giocatori controllano una squadra composta da un massimo di 4 Yo-kai che esplorano Karakuri Island alla ricerca di tesori. Durante l'esplorazione, i giocatori incontreranno Yo-kai nemici, che dovranno sconfiggere usando i propri Yo-kai. Dopo aver sconfitto uno Yo-kai nemico, il giocatore può avere la possibilità di fare amicizia con lui, il che significa che un giocatore può inserire lo Yo-kai con cui ha stretto amicizia nella propria squadra. Per fare amicizia con uno Yo-kai, i giocatori devono eseguire con successo un minigioco. Il gioco include oltre 750 Yo-kai, alcuni dei quali hanno debuttato per la prima volta in Busters 2. Il gioco è diviso in capitoli, ognuno dei quali tipicamente termina con il giocatore che combatte un "Big Boss". Ogni Big Boss utilizza un metodo di attacco unico. Dopo aver completato un capitolo, Karakuri Island si espande con nuove aree.

## Sviluppo
Busters 2 è stato sviluppato e pubblicato dalla società giapponese Level-5, che aveva anche sviluppato e pubblicato tutti gli altri capitoli della serie Yo-kai Watch. Il gioco è stato annunciato per la prima volta da Level-5 ad agosto 2017 su CoroCoro Comic. Level-5 annunciò successivamente ulteriori dettagli e il gameplay del gioco più tardi lo stesso mese in un Nintendo Direct giapponese. Un trailer del gioco è stato successivamente caricato sul canale YouTube ufficiale di Level-5 dove viene mostrato ulteriore gameplay e alcuni degli Yo-kai che avrebbero debuttato nel gioco. L'uscita del gioco era prevista per il 7 dicembre 2017, tuttavia è stato posticipato al 16 dicembre. Ciascuna versione del gioco includeva una medaglia Yo-kai fisica. Per promuovere l'uscita del gioco, Level-5 ha organizzato un evento nella versione giapponese di Yo-kai Watch: Wibble Wobble, che includeva un mondo a tema Busters 2. La versione iniziale del gioco presentava numerosi bug, che hanno causato il rilascio di più patch da parte di Level-5.

## Accoglienza
Busters 2 è stato accolto positivamente dalla critica, Famitsū ha affermato che il gioco premiava il "duro lavoro" e 4Gamer.net ha ritenuto che il gioco fosse migliore dei capitoli principali di Yo-kai Watch, poiché Busters 2 era "più facile da gestire". Busters 2 ha ricevuto vendite positive, avendo venduto oltre 465mila copie nel primo mese dalla sua uscita.